# تواصل منظم
التواصل المنظم هو مصطلح يستخدم عبر مجموعة متنوعة من الأنظمة لوصف أطر التفاعل بين الأفراد أو الآلات. وعلى الرغم من أن هذه الأطر تهدف في المقام الأول إلى تقليل الغموض، إلا أنه كثيرًا ما يُستشهد بالكفاءة المتزايدة كميزة ثانوية. وقد ظهر هذا المفهوم منذ عام 1971 على الأقل، بعد أن تبين أنه وسيلة فعالة لتسوية النزاعات بين المتزوجين.

## أمثلة
بدأ العمل في برنامج التواصل المنظم بين العاملين في مجال الرعاية الصحية في كولومبيا البريطانية في كندا بعد التوصل إلى اتفاق بين الموظفين وأرباب العمل في عام 2006. وقد بحثت دراسة في عام 2007 تطبيق برنامج التواصل المنظم على نظرية "إسقاط نقطة النهاية"، والتي قد تسمح بتطوير خدمات شبكة الإنترنت القادرة على التكيف مع قنوات غير معروفة و/أو المشاركين. واقترحت شركة واحدة على الأقل بأن الأدوات البحثية مثل الدراسات الاستقصائية والاستطلاعات والأسئلةهي شكل من أشكال التواصل المنظم أيضًا.

## القيود
تعليم الطلاب هو أحد المجالات التي أظهرت بأن التواصل المنظم ضار، حيث تبين بأن معلمي الطلاب الذين يستخدمون التواصل المنظم كانوا أقل فعالية من أولئك الذين لم يفعلوا ذلك. ويرجع السبب في ذلك إلى أنه تم تصميم التواصل المنظم لوضع حدود على بعض جوانب التواصل، مثل الأسئلة أو الأجوبة أو المشاركين أو القنوات، وذلك لتوجيه التواصل إلى النتيجة المرجوة. ومن الممكن أن تحد هذه القيود نقل المعرفة في بيئة التدريس.

## وصلات خارجية
- A Guide to Collaborative Structured Communication, for healthcare workers
- Interaction Value Analysis: When Structured Communication Benefits Organizations, Stanford University
- Redefining surveys with Structured Collaboration, Bill Leath